# Provedoria das Armadas
A Provedoria das Armadas e Naus da Índia em todas as ilhas dos Açores foi um cargo instituído por João III de Portugal, para distinguir os serviços prestados pelo fidalgo Pero Anes do Canto (1480—1556).
Tendo este exercido as funções de "Provedor das Fortificações da Ilha Terceira", à época, demandando a Terceira as naus da Carreira da Índia, Pedro Anes generosamente fazia reabastecer as embarcações com mantimentos, nomeadamente carnes, aves e frutos frescos (os então chamados "refrescos"). Por essa razão veio a ser distinguido por Carta-régia de 27 de Julho de 1532 (1527 ?), com o título de "Moço Fidalgo" da Casa Real com a mercê da "Provedoria das Armadas e Naus da Índia em todas as ilhas dos Açores", para si e seus filhos e descendentes.
A provedoria foi instalada em casa de sua propriedade no alto do Corpo Santo (bairro de gente do mar), em posição dominante sobre o Porto de Pipas e o Cais da Alfândega, em Angra. Em termos de navegação, a baía de Angra destaca-se por uma posição privilegiada no Atlântico Norte, protegida dos ventos predominantes de Oeste. Desde 1520 as escalas nos Açores foram regulamentadas pelo "Regimento para as naus da Índia nos Açores" aplicado a todas as embarcações vindas da costa da Mina e da Guiné, do Brasil e da Índia, e que abrangia desde a segurança até ao abastecimento das mesmas.
Ao Provedor das Armadas, cargo criado pouco mais tarde, competia prover as embarcações da Carreira da Índia, e ainda às da Armada das ilhas, que faziam a sua escolta, de víveres frescos, munições, promover reparos nas embarcações, garantir assistência hospitalar às gentes, remediando e prestando toda a assistência que se fizesse necessária, até mesmo fretando reforços. Para o fiel cumprimento das suas funções, dispunha de diversas estruturas de apoio tais como armazéns, peças de reposição e pessoal de estiva.
No regimento do provedor, passado apenas em 1575, foram definidas diversas regras, entre as quais a de que se deveria enviar uma caravela para Lisboa, com alguém da nau para levar informações precisas acerca da carga transportada e da própria Índia, e a de zelar para que as escalas não demorassem mais do que os três dias regulamentares.
O cargo foi extinto no início do século XIX, por morte de José Francisco do Canto e Castro Pacheco, uma vez que já não tinha qualquer utilidade prática.

## Relação de provedores
1. Pero Anes do Canto (1480—1556)
2. António Pires do Canto ( -1566)
3. Pedro de Castro do Canto
4. Manuel do Canto e Castro
5. Manuel do Canto de Castro Pacheco
6. Francisco Vicente do Canto e Castro Pacheco (1725-1809)
7. José Francisco do Canto e Castro Pacheco (1747-1818)